# Georges Clemenceau
Georges Benjamin Clemenceau (Mouilleron-en-Pareds, (Vendée), 1841. szeptember 28. – Párizs, 1929. november 24.) francia politikus, a Harmadik Köztársaság 40. és 53. miniszterelnöke. Az első világháború befejezése idején, a versailles-i békeszerződés – és a Magyarországot feldaraboló trianoni békeszerződés – egyik fő tető alá hozója.
Eredetileg orvos volt, de hamar elkezdett politizálni és mint újságíró-lapszerkesztő is jelentős befolyással bírt. Állhatatos politizálásért kapta a "Tigris" gúnynevet.
Alapvetően meghatározta politikáját a németekkel szemben való ellenérzése. Ellenezte az 1871-es békeszerződést, támogatta a revansista irányzatokat. 1906-ban belügyminiszter, majd miniszterelnök is, egészen 1909-ig, erre az időszakra a britekkel való szövetség szorosabbra fűzése jellemző. Később a szenátusban a fegyverkezés fokozását sürgette.
1914-től belügyminiszter, 1917 novemberétől ismét miniszterelnök. Mozgósította az ország minden tartalékát, sikerült keresztülvinnie Foch főparancsnokká való kinevezését, ezáltal a hadműveletek összehangolását. A háborút lezáró béketárgyalásokon Németország minél jelentősebb meggyengítését akarta keresztülvinni, de nem valósult meg minden elképzelése. Közép-Európában viszont francia befolyást sikerült kialakítania a trianoni békeszerződéssel. 1920-ban vereséget szenvedett az elnökválasztáson, majd lemondott miniszterelnöki posztjáról is és visszavonult a politikai élettől.

## Pályája

### A porosz–francia háborúig
Egy kis vendée-i faluban, Mouilleron-en-Pareds-ban született, ahol néhány évtizeddel később Jean de Lattre de Tassigny, a későbbi második világháborús francia hadvezér is született. Apja nagy republikánus volt, bár nagyapja abból a du Colombier francia nemesi családból származott, amely olyan ősökkel rendelkezett, mint I. János latin császár (Jean de Brienne), III. Ferdinánd kasztíliai király és I. Eduárd angol király.
George bajba került, amikor más egyetemistákkal együtt Le Travail („A munka”) címen lapot kezdett kiadni. III. Napóleon kormánya ezt túl radikálisnak találta, és miután Georges Clemenceau-t tüntetésre felszólító plakátok ragasztásán kapták, 73 napra börtönbe került. Amikor szabadlábra került, másik újság kiadásába kezdett Le Matin címen, ez pedig újra konfliktusba sodorta a rendőrséggel. 1865. május 13-án doktorált, disszertációjának címe De la génération des éléments atomiques volt.
Miután Nantes-ban orvostant tanult, az Egyesült Államokba utazott, ahol New Yorkban élt. Nagy benyomást tett rá, milyen szabad az amerikai közbeszéd és a demokráciát építő politikusok és komolyan foglalkoztatni kezdte a gondolat, hogy véglegesen Amerikában telepedjen le. Connecticutban tanítani kezdett egy lányiskolában és 1869-ben feleségül vette egyik tanítványát, Mary Plummert. Három gyermekük született, de 1876-ban elváltak.
Clemenceau ezután visszatért Franciaországba, Párizsban telepedett meg és orvosi hivatását gyakorolta. 1869-ben Montmartre kerületben telepedett le és a Harmadik Köztársaság megszületésének idejére (1870) már elég ismert volt ahhoz, hogy Párizs 18. kerületének (Montmartre) polgármesterévé jelöljék.
A porosz–francia háború és Párizs porosz ostromának idején is a fővárosban volt. A háború után, 1871. január 28-án polgármesterré választották, február 8-án pedig Seine megye radikális képviselőjévé a francia nemzetgyűlésben. Radikálisként az újonnan alakult Németországgal kötendő békeszerződés ellen szavazott.

### Az első világháború előtt
1876-ban Clemenceau a képviselőházba került és megválasztották a 18. kerületben. Csatlakozott a szélsőbalhoz, energiájának és maró ékesszólásának köszönhetően gyorsan a radikális irányzat vezető figurája lett. 1877-ben a május 16.-i krízis után azok közé tartozott, akik elítélték Albert de Broglie herceg elnökségét. A köztársaság ellenes politikával szemben levő ellenállás vezetője, majd 1879-ben még jobban előtérbe került a Broglie minisztérium ellen tett vádemelése miatt.
1876-tól 1880-ig jelentős szerepet viselt a párizsi kommün résztvevőinek általános amnesztia iránti küzdelméért, kiket Új Kaledóniába deportáltak. Radikálisokkal, köztársaságiakkal és más figurákkal, mint például a költő, későbbi szenátor Victor Hugoval számos sikertelen javaslatot támogattak, de végül sikerült 1880 július 11-én elérni az általános amnesztiát. Az előretervezett kiegyezés megkezdődhetett, hiszen a kommunárdok visszatérhettek Franciaországba, köztük a barátja is Louise Michel.
1880-ban újságot alapított La Justice (Az igazság) néven, mely a párizsi radikalizmus fő orgánuma lett. Ebben az időben Jules Grévy elnöksége alatt politikai kritikusként és a minisztériumok rombolójaként vált széles körben ismertté, ő maga is elkerülte a hivatalba lépést. A képviselőházban a szélsőbalt vezette, ellenezte a minisztertanács elnökének, Jules Ferry gyarmati politikáját morális alapokon és abból az okból kifolyólag,hogy a Németország elleni bosszút fontosabbnak tartotta. 1885-ben a Francia-Kínai háború elleni kritikája nagyban hozzájárult a Ferry kabinet bukásához, még abban az évben.
Az 1885-ös francia törvényhozási választások során erős radikális programot hirdetett, a párizsi székhelyét, Var és Draguignan kerületét visszakapták. Utóbbit választotta a képviselőházi képviseletnek. Nem volt hajlandó minisztériumot alapítani az általa megbuktatott helyett, támogatta a jobboldalt Charles de Freycinet miniszterelnök hatalmon tartásában 1886-ban, és felelős volt Georges Ernest Boulanger felvételéért a Freycinet-kabinetbe hadügyminiszterként. Amikor Boulanger tábornok felfedte magát ambiciózus színlelőként, Clemenceau visszavonta támogatását, és erőteljes ellenfele lett a heterogén boulangista mozgalomnak, bár a radikális sajtó továbbra is pártfogolta a tábornokot.
Clemenceau a Wilson-botrány leleplezésével és személyes, közérthető beszédével nagyban hozzájárult Jules Grévy lemondásához a francia elnöki tisztségről 1887-ben. Elutasította Grévy kérését, hogy Maurice Rouvier kabinetjének bukása után kabinetet alakítson. Clemenceau azt tanácsolta követőinek, hogy ne szavazzanak Charles Floquet-ra, Jules Ferryre vagy Charles de Freycinet-re, ezért elsősorban egy „kívülálló”, Marie François Sadi Carnot elnökké választásáért volt felelős.
A radikális párt boulangizmus miatti szakadása meggyengítette a kezét, és összeomlása azt jelentette, hogy a mérsékelt republikánusoknak nem volt szükségük a segítségére. További szerencsétlenség történt a panamai ügyben, mivel Clemenceau kapcsolata Cornelius Herz üzletemberrel és politikussal általános gyanúhoz vezetett vele szemben.
Paul Déroulède nacionalista politikus korrupciós vádjaira válaszul Clemenceau párbajt vívott vele 1892. december 23-án, de senki sem sérült meg.
Clemenceau továbbra is a francia radikalizmus vezető szóvivője maradt, de a francia-orosz szövetséggel szembeni ellenségeskedése annyira növelte népszerűtlenségét, hogy az 1893-as francia törvényhozási választásokon vereséget szenvedett a képviselőházi mandátumért, melyet 1876 óta folyamatosan betöltött.
Veresége után közel egy évtizedig politikai tevékenységét az újságírásra korlátozta. Karrierjét tovább rontotta a hosszan húzódó Dreyfus-ügy, amelyben Émile Zola támogatójaként és az antiszemita és nacionalista kampányok ellenzőjeként tevékenyen részt vett. Összességében az ügy során Clemenceau 665 cikket publikált Dreyfus védelmében.
1898. január 13-án Clemenceau kiadta Émile Zola J'Accuse...! (Én vádolom!) a párizsi napilap, a L'Aurore (Auróra) címlapján, amelynek tulajdonosa és szerkesztője volt. Úgy döntött, hogy Félix Faure-nek, Franciaország elnökének ír nyílt levél formájában elindítja a vitatott cikket, amely a Dreyfus-ügy híres részévé vált.
1900-ban kilépett a La Justice-ból, hogy megalapítsa a Le Bloc (A háztömb) című heti ismertetőt, amelynek gyakorlatilag egyedüli közreműködője volt. A Le Bloc megjelenése 1902. március 15-ig tartott. 1902. április 6-án Draguignan Var kerület szenátorává választották, melyet 1920-ig töltött be, bár korábban a francia szenátus elnyomását szorgalmazta, mivel azt a konzervativizmus erős házának tartotta.

Clemenceau a független radikálisokkal együtt ült a szenátusban, és mérsékelte pozícióit, bár továbbra is erőteljesen támogatta Émile Combes miniszterelnök radikális-szocialista miniszterségét, aki az antiklerikalista köztársasági harc élén állt. 1903 júniusában átvette az általa alapított L'Aurore folyóirat irányítását. Ebben ő vezette a kampányt a Dreyfus-ügy újbóli feltérképezésére, valamint az egyház és az állam szétválasztásának megteremtésére Franciaországban. Ez utóbbit az 1905-ös francia törvény az egyházak és az állam szétválasztásáról hajtotta végre.

## Magyarul megjelent művei
- A boldogság fátyola. Színmű; ford. Heltai Jenő; Athenaeum, Bp., 1920 (Modern könyvtár)

## Érdekességek
- 1919. február 20-án, a párizsi békekonferencia alatt egy anarchista rálőtt és megsebesítette. Clemenceau gyakran viccelődött azon, milyen rossz céllövő volt a merénylő. “Épp csak megnyertük a történelem legszörnyűbb háborúját, és itt egy francia aki hatszor-hétszer közvetlen közelről elvéti a célpontját. Ezt az embert természetesen meg kell büntetni a veszélyes fegyver gondatlan használatáért és a rossz céllövésért. Javaslom, zárják be nyolc évre és közben kapjon intenzív céllövő kiképzést.”
- Miután enyhítette a cenzúratörvényeket, egy cenzor megkérdezte tőle, vajon teljesen eltörli-e a cenzúrát. Clemenceau válasza ez volt: „Nem vagyok komplett idióta.”
- Clemenceau egyszerű életet élt és ha tehette, szerette maga elkészíteni az ételét. Források szerint reggelire zabpelyhet, ebédre főtt tojást, vacsorára tejet és kenyeret fogyasztott egész életében.
- A békekonferencia alatt minden nap hajnali 3-kor kelt és este 11-ig is dolgozott.
- Clemenceau a kezein akut ekcémával küszködött és ez 1916-ra úgy elhatalmasodott, hogy kesztyűt kellett viselnie.
- Franciaország diplomáciai pozícióit a béketárgyalásokon több esetben veszélybe sodorta Clemenceau szélsőséges bizalmatlansága David Lloyd George és Thomas Woodrow Wilson és utálata Raymond Poincaré francia államfő iránt. Ha a tárgyalások zsákutcába futottak, gyakran előfordult, hogy Clemenceau kiabálni kezdett a többi vezető politikussal, majd kiviharzott a szobából.
- A Kanadai Sziklás-Hegységben Clemenceau-ról kapta nevét a 3685 méter magas Clemenceau-hegy 1919-ben.
- Róla nevezték el a Clemenceau francia repülőgép-hordozót is.
- A kubai Romeo y Julieta szivar márka tiszteletére egyszer gyártott egy "Clemeneceau" méretű szivart és a Dominikai Köztársaságban még mindig létezik ez a változat.
- Clemenceau számos leszármazottja él az Amerikai Egyesült Államokban, különösen Washington környékén és a connecticuti Stamfordban.